# Hologram of Baal
Hologram of Baal è un album in studio del gruppo rock australiano The Church, pubblicato nel 1998.

## Tracce
1. Anaesthesia - 5:18
2. Ricochet - 3:34
3. Louisiana - 6:04
4. The Great Machine - 5:48
5. No Certainty Attached - 4:00
6. Tranquility - 7:38
7. Buffalo - 4:14
8. This Is It - 4:23
9. Another Earth - 3:32
10. Glow-Worm - 6:07

Bastard Universe (disco bonus)
1. Stage 1 - 15:52
2. Stage 2 - 11:31
3. Stage 3 - 13:04
4. Stage 4 - 12:23
5. Stage 5 - 10:49
6. Stage 6 - 15:40